# Williams (Arizona)

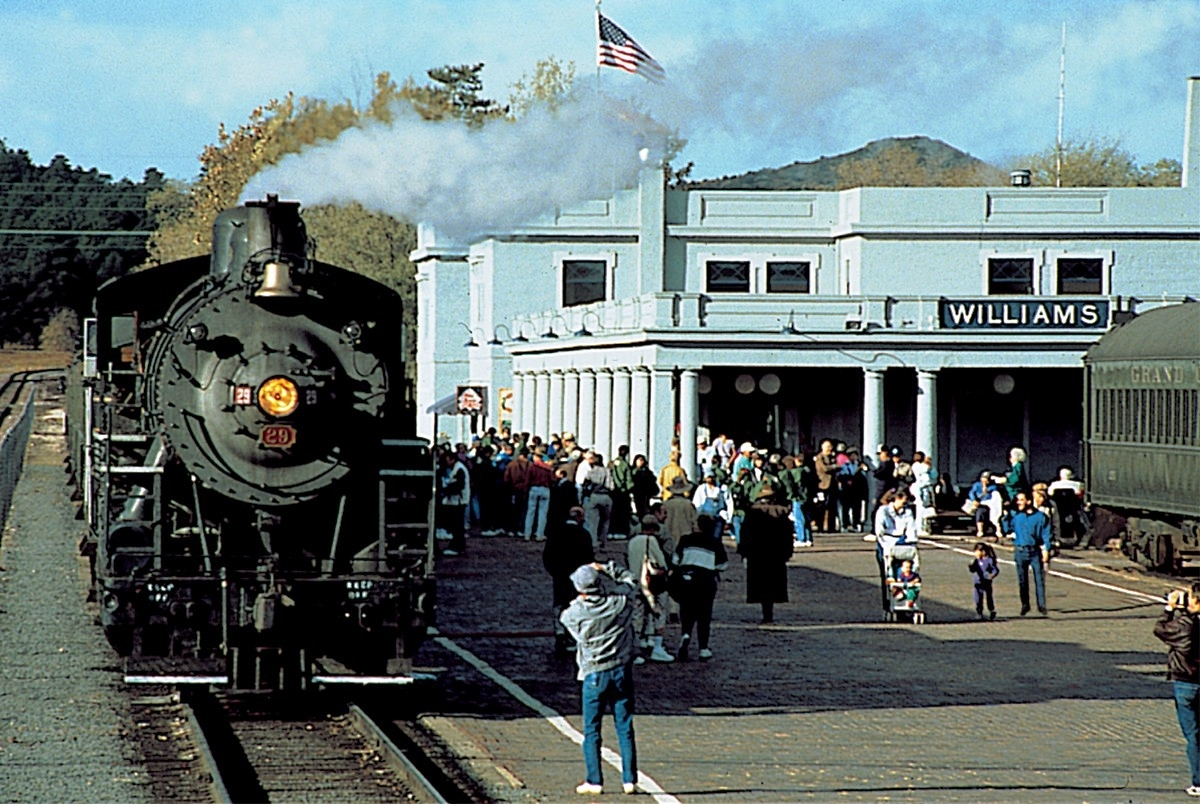
Williams Depot. Het eindpunt van de Grand Canyon Railway

Williams is een plaats (city) in de Amerikaanse staat Arizona, en valt bestuurlijk gezien onder Coconino County.

## Demografie
Bij de volkstelling in 2000 werd het aantal inwoners vastgesteld op 2842.
In 2006 is het aantal inwoners door het United States Census Bureau geschat op 3201, een stijging van 359 (12.6%).

## Geografie
Volgens het United States Census Bureau beslaat de plaats een oppervlakte van
113,5 km², waarvan 112,7 km² land en 0,8 km² water.

## Plaatsen in de nabije omgeving
De onderstaande figuur toont nabijgelegen plaatsen in een straal van 56 km rond Williams.